# زوات شرق (مقاطعة تشالوس)
زوات شرق (بالفارسية: زوات شرق) هي قرية تقع في قسم كلارستاق الشرقي الريفي (مقاطعة تشالوس) في إيران. يقدر عدد سكانها بـ 1,225 نسمة .